# Pian
El pian, frambèsiatimosi, polipapil·loma tropicum , pian o parangi, bouba o frambösie és una infecció tropical de la pell, ossos i articulacions provocades pel bacteri espiroquetal Treponema pallidum pertenue. Altres malalties causades per treponemes són el bejel (Treponema pallidum endemicum), la pinta (Treponema pallidum carateum), i la sífilis (Treponema pallidum pallidum). L'OMS l'inclou a la llista de Malalties tropicals desateses.

## Història
L'examen de restes antigues ha conduït al suggeriment que el pian ha afectat els homínids durant l'últim milió i mig d'anys. Es considera que el nom en anglès «yaws» és d'origen de carib, "yaya" que significa nafra. Es considera que s'ha originat en àrees tropicals de l'Àfrica, des d'on s'ha difós a altres àrees tropicals del món mitjançant la immigració i el tràfic d'esclaus.

## Epidemiologia
El pian és propi de regions tropicals humides a Amèrica del Sud, l'Àfrica, Àsia i Oceania. Les campanyes de tractament massiu durant els anys 1950 han reduït la prevalença mundial de 50-150 milions a menys de 2,5 milions; tanmateix durant els anys 1970 hi havia brots a Àsia Sud-oriental i hi ha hagut brots epidèmics esporàdics a Amèrica del Sud. No és clar quanta gent a escala mundial s'infecta actualment. Aproximadament tres quartes parts de la gent afectada són nens menors de 15 anys, amb la incidència més gran en nens de 6 a 10 anys.

## Quadre clínic
La malaltia és transmesa per contacte pell amb pell amb una lesió infecciosa, quan el bacteri entra a través d'una ferida, mossegada o rascada preexistent. Durant els noranta dies següents després de la infecció (normalment menys d'un mes), apareix una lesió primària indolora però distintiva, que és un nòdul indolor que s'engrandeix i adquireix una aparença berrugosa. A vegades també apareixen simultàniament lesions “filles” pròximes a la primera. Aquesta etapa primària es resol completament en uns sis mesos. L'etapa secundària ocorre entre mesos o anys després de la infecció, i és caracteritzada per lesions cutànies esteses d'aparença variable, incloent-hi els palmells de les mans i les plantes dels peus amb descamació. Aquestes lesions secundàries freqüentment s'ulceren (essent altament contagioses en aquest cas), però es curen després de sis mesos o més. Aproximadament un deu per cent dels afectats passen a desenvolupar un estadi terciari de la infecció al cap de cinc a deu anys (període durant el qual poden aparèixer i desaparèixer altres lesions secundàries), caracteritzat per una àmplia destrucció dels ossos, articulacions i teixits tous, que pot incloure destrucció extensa de l'os i cartílag del nas (rinofaringitis mutilant o gangosa).

## Diagnòstic
Sovint la diagnosi es fa clínicament. La microscòpia de camp fosc de mostres agafades de lesions primàries (lesions especialment ulceratives) pot confirmar la presència de l'organisme responsable. Les anàlisis de sang usant VDRL, Rapid Plasma Reagin (RPR) i TPHA també seran positives, però no hi ha cap anàlisi de sang actual que distingeixi entre les quatre subespècies patogèniques de treponemes.

## Tractament
El tractament es basa normalment en l'administració d'una sola injecció intramuscular de penicil·lina, o per un tractament de penicil·lina, pastilles d'eritromicina o tetraciclina. Aquest tractament és molt efectiu, però difícil d'administrar, ja que les poblacions afectades acostumen a residir en llocs remots o de difícil accés a la medicina. A més, la conservació de la penicil·lina i el seu tractament en injectables complica molt els aspectes logístics de la lluita contra la malaltia.
L'any 2012, l'investigador barceloní Oriol Mitjà Villar, metge infectòleg del centre mèdic de Lihir a Papua Nova Guinea, va descobrir i demostrar l'eficàcia de l'administració d'una dosi oral única d'azitromicina per a eliminar la malaltia a la setmana de la seva administració. Les lesions primàries i secundàries es poden curar completament, però els danys anatòmics destructius del pian terciari són en gran part irreversibles, si no és mitjançant cirurgia plàstica.

## Erradicació

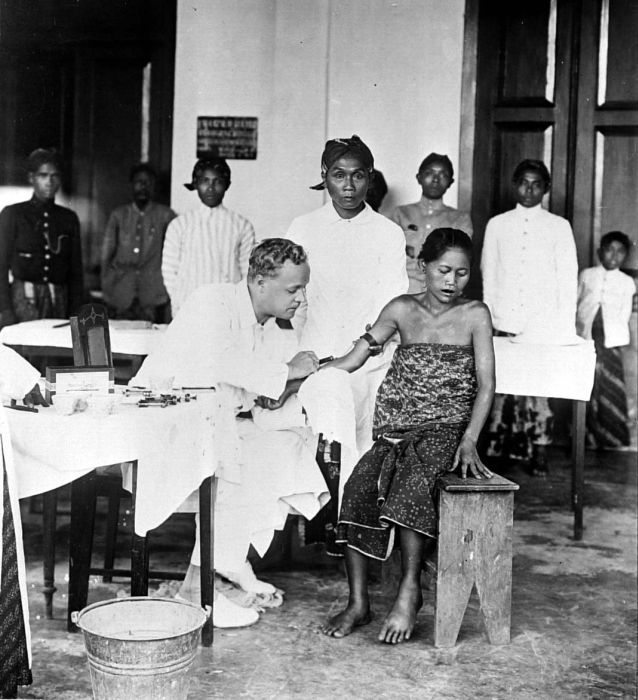
Un metge europeu vacuna pacients indonesis contra el pian

La prevalença global d'aquesta malaltia i els altres treponematosis endèmiques, bejel i pinta, va ser reduïda pel programa de control global de les treponematosis (Global Control of Treponematoses, TCP) entre 1952 i 1964, des dels 50 -150 milions de casos fins a aproximadament 2,5 milions (una reducció del 95%). D'ençà del cessament d'aquest programa, la vigilància epidemiològica del pian ha esdevingut una part dels sistemes d'atenció primària dels països afectats. Tanmateix l'erradicació incompleta conduí a una ressurgència del pian el 1970 amb el nombre més gran de casos descrits a la regió de l'Àfrica Occidental.
El pian és una malaltia relativament fàcil d'erradicar. Els humans són probablement l'únic reservori de la infecció. Fins fa uns anys, el tractament era una sola injecció de penicil·lina o altres tractaments d'antibiòtics beta lactam. Els estudis de l'epidemiòleg Oriol Mitjà van demostrar l'eficàcia del tractament amb azitromicina, un tractament molt més econòmic i fàcil de distribuir, que amb una sola dosi administrada per via oral, esdevé suficient per guarir la infecció.
L'abril del 2012 l'OMS decidia començar una nova campanya global per a l'erradicació del pian, i ha estat en la llista d'erradicació de l'OMS des de 2011. Segons el full de ruta oficial l'eliminació hauria de ser aconseguida el 2020. Per ara, això sembla haver-se aconseguit amb un cert èxit, ja que no s'ha descrit cap cas a l'Índia des de 2004.
La certificació per a l'estatus lliure de malaltia exigeix una absència de la malaltia durant com a mínim 5 anys. A l'Índia això passà 19 de setembre de 2011. El 1996 hi havia hagut 3.571 casos de pian a l'Índia; el 1997 després d'iniciar un esforç d'eliminació seriós el nombre de casos caigué fins a 735. El 2003 el nombre de casos fou 46. L'últim cas clínic a l'Índia fou comunicat el 2003 i l'últim cas latent el 2006.
L'estratègia d'erradicació del pian consisteix a fer una administració massiva de medicament (MDA) que inclogui tota la població de les comunitats que se sap que hi ha pian amb una dosi de 30 mg/kg d'azitromicina, fins a un màxim de 2 g, amb un objectiu de cobertura del 90 %, com a mínim. N'hi hauria prou amb dues o tres tandes d'aquest tractament per interrompre la transmissió de la infecció.
El metge i investigador català Oriol Mitjà ha fet grans avenços per a l'erradicació del pian, arran del seu treball centrat a Papua Nova Guinea, per la qual cosa ha rebut nombrosos reconeixements, entre altres el premi Fundació Príncep de Girona de Ciència el 2013 i el premi Català de l'any de 2016. Mitjà va començar a treballar el 2010 a l'illa de Lihir, a Papua Nova Guinea, on va adonar-se de la gran prevalença d'aquesta infecció en els menors. Arran d'aquest fet va liderar un estudi, des del Centre d'Investigació de la Salut de Barcelona (CRESIB, actualment integrat dins l'Institut de Salut Global de Barcelona) per trobar un nou tractament més barat i fàcil d'administrar, basat en una sola dosi d'azitromicina per via oral. La tesi doctoral de Mitjà, publicada el 2012, va girar entorn d'aquesta investigació. La investigació de Mitjà fou publicada a The Lancet, i l'OMS el va nomenar assessor en matèria de Malalties tropicals desateses. Amb les recomanacions de Mitjà es planteja el repte que el pian pugui acabar sent la segona malaltia erradicada, després de la verola.